# Echinocythereis
Echinocythereis is een geslacht van kreeftachtigen uit de klasse van de Ostracoda (mosselkreeftjes).

## Soorten
- Echinocythereis (Echinocythereis) elongata Siddiqui, 1971 †
- Echinocythereis (Rhodicythereis) cribrata (Terquem, 1878) Wouters, 1974
- Echinocythereis (Rhodicythereis) excavata (Terquem, 1878) Wouters, 1974
- Echinocythereis (Rhodicythereis) ruggierii Sissingh, 1972 †
- Echinocythereis (Rhodicythereis) squamosa (Terquem, 1878) Wouters, 1974 †
- Echinocythereis (Scelidocythereis) multibullata Siddiqui, 1971 †
- Echinocythereis (Scelidocythereis) rasilis Siddiqui, 1971 †
- Echinocythereis (Scelidocythereis) sahnii (Tewari & Tandon, 1960) Panwhosla, 1982 †
- Echinocythereis (Scelidocythereis) sparsa Siddiqui, 1971 †
- Echinocythereis acuta Ducasse, 1967 †
- Echinocythereis adornata (Chochlova, 1968) Nikolaeva, 1971 †
- Echinocythereis afreraensis Gramann, 1971 †
- Echinocythereis anatolica Yeşilyurt, Tunoğlu & Ertekin, 2009 †
- Echinocythereis apostolescui Jain, 1977 †
- Echinocythereis aqravensis Honigstein, Rosenfeld & Benjamini, 2002 †
- Echinocythereis arachis (Hu & Cheng, 1977) Hanai, Ikeya & Yajima, 1980 †
- Echinocythereis aragonensis Oertli, 1960 †
- Echinocythereis bartoni (Israelsky, 1929) Howe & Laurencich, 1958 †
- Echinocythereis boltovskoyi Rossi De Garcia, 1966 †
- Echinocythereis bradyi Ishizaki, 1968
- Echinocythereis cathayensis Hu, 1986 †
- Echinocythereis cheropadiensis (Tewari & Tandon, 1960) Tewari & Singh, 1967 †
- Echinocythereis clarkana (Ulrich & Bassler, 1904) Swain, 1974 †
- Echinocythereis contexta Siddiqui, 1971 †
- Echinocythereis discreta (Schneider, 1971) Hanai, Ikeya & Yajima, 1980
- Echinocythereis echinata (Sars, 1866) Puri, 1954
- Echinocythereis ecphyma Bold, 1966 †
- Echinocythereis elongata Siddiqui, 1971 †
- Echinocythereis ericea (Brady, 1880)
- Echinocythereis erinaceus (Bornemann, 1855) Puri, 1954 †
- Echinocythereis formosana Hu & Yang, 1975 †
- Echinocythereis fossularis (Luebimova & Guha, 1960) Guha, 1961 †
- Echinocythereis garretti (Howe & Mcguirt in Howe, Hadley et al., 1935) Puri, 1954 †
- Echinocythereis guptai Bhandari, 1992 †
- Echinocythereis hamigera (Brady, 1868) Puri, 1954
- Echinocythereis hamsteadensis Keen, 1972 †
- Echinocythereis hartmanni Szczechura, 2001 †
- Echinocythereis heros Whatley, Staunton, Kaesler & Moguilevsky, 1996
- Echinocythereis hexangulatopora (Speyer, 1863) Faupel, 1975 †
- Echinocythereis hispida (Speyer, 1863) Keij, 1957 †
- Echinocythereis hyalina (Sharapova, 1937) Nikolaeva, 1971 †
- Echinocythereis ilerdiensis Duru & Goekcen, 1985 †
- Echinocythereis isabenana Oertli, 1960 †
- Echinocythereis jacksonensis (Howe & Pyeatt in Howe & Chambers, 1935) Puri, 1954 †
- Echinocythereis jaini Khosla, 1973 †
- Echinocythereis jorunbrix Brandão & Karanovic, 2015
- Echinocythereis karooma McKenzie, Reyment & Reyment, 1993 †
- Echinocythereis katschiana Nikolaeva, 1981 †
- Echinocythereis keyseri Stambolidis, 1982
- Echinocythereis laqueata (Jones, 1857) Wouters, 1982 †
- Echinocythereis laticarina (Brady, 1868) Peypouquet, 1971
- Echinocythereis leecreekensis Hazel, 1983 †
- Echinocythereis ligula (Lienenklaus, 1896) Oertli, 1956 †
- Echinocythereis lima (Reuss, 1855) Moos, 1973 †
- Echinocythereis lutfullahi Soenmez-Goekcen, 1973 †
- Echinocythereis lyelliana (Bosquet, 1852) Ellermann, 1960 †
- Echinocythereis madremaestrae Bold, 1988 †
- Echinocythereis margaritifera (Brady, 1870) Malkin-Curtis, 1960
- Echinocythereis marginata (Norman, 1862) Morkhoven, 1963
- Echinocythereis mcguirti (Howe in Howe & Law, 1936) Laurencich, 1956 †
- Echinocythereis minuscula (Ulrich & Bassler, 1904) Forester, 1980 †
- Echinocythereis muscosa (Brady, 1868) Ruggieri, 1959
- Echinocythereis nuda Puri, 1957 †
- Echinocythereis oertliana Barra & Bonaduce, 2000 †
- Echinocythereis okeechobiensis (Swain, 1946) Puri, 1954 †
- Echinocythereis palanaensis Khosla, 1973 †
- Echinocythereis planibasalis (Ulrich & Bassler, 1904) Brown, 1958 †
- Echinocythereis praembaensis (Rosyjeva, 1962) Nikolaeva, 1971 †
- Echinocythereis prienensis Witt, 1967 †
- Echinocythereis pustulata (Namias, 1901) Ciampo, 1972 †
- Echinocythereis rara Stchepinsky, 1963 †
- Echinocythereis reticulatissima Eagar, 1965 †
- Echinocythereis reymenti Colin, 1974 †
- Echinocythereis rotunda (Herrig, 1976) Hanai, Ikeya & Yajima, 1980 †
- Echinocythereis sallomacensis (Moyes, 1965) Colin & Carbonel, 1992 †
- Echinocythereis scabella (Lienenklaus, 1900) Scheremeta, 1969 †
- Echinocythereis scabra (Muenster, 1830) Oertli, 1956
- Echinocythereis scabropapulosa (Jones, 1857) Puri, 1954 †
- Echinocythereis scrofulosa (Chochlova, 1960) Nikolaeva, 1971 †
- Echinocythereis septentrionalis Ducasse, 1967 †
- Echinocythereis simpla Huang, 1975 †
- Echinocythereis simpsonensis (Swain, 1963) Schmidt, 1967 †
- Echinocythereis spinireticulata Kontrovitz, 1971
- Echinocythereis spongiosa (Liepin, 1960) Nikolaeva, 1971 †
- Echinocythereis subcornuta (Lienenklaus, 1900) Puri, 1954 †
- Echinocythereis subulosa Nikolaeva, 1971 †
- Echinocythereis symmetrica Ziegler & Roedder, 1992 †
- Echinocythereis variatuberosa (Scheremeta, 1964) Nikolaeva, 1971 †
- Echinocythereis variolata (Bosquet, 1854) Deroo, 1966 †
- Echinocythereis vidua Barra & Bonaduce, 2000 †
- Echinocythereis virdua Barra & Bonaduce, 2000 †
- Echinocythereis whatleyi Dingle, Lord & Boomer, 1990